# Xerosaprinus hidalgo
Xerosaprinus hidalgo är en skalbaggsart som beskrevs av Miłosz A. Mazur 1990. Xerosaprinus hidalgo ingår i släktet Xerosaprinus och familjen stumpbaggar. Inga underarter finns listade i Catalogue of Life.